# HD210714
HD210714 — хімічно пекулярна зоря спектрального класу A3, що має видиму зоряну величину в смузі V приблизно  9,0.
Вона  розташована на відстані близько 1006,7 світлових років від Сонця.